# Siidraïta
La siidraïta és un mineral de la classe dels halurs. Rep el nom en honor d'Oleg Iokhanesovich Siidra, del departament de cristal·lografia de la Universitat Estatal de Sant Petersburg (Rússia).

## Característiques
La siidraïta és un iodur de fórmula química Pb₂Cu(OH)₂I₃. Va ser aprovada com a espècie vàlida per l'Associació Mineralògica Internacional l'any 2016, i la primera publicació data del 2017. Cristal·litza en el sistema ortoròmbic.
L'exemplar que va servir per a determinar l'espècie, el que es coneix com a material tipus, es troba conservat a les col·leccions del Museu d'Història Natural de Londres (Anglaterra), amb els números de registre: bm 84642 (especimen original) i bm 2016,1 (fragments de cristall analitzats).

## Formació i jaciments
Va ser descoberta a Broken Hill, dons el districte de Broken Hill, al comtat de Yancowinna (Nova Gal·les del Sud, Austràlia). Es tracta de l'únic indret de tot el planeta on ha estat descrita aquesta espècie mineral.